# NGC 6113
NGC 6113 في الفهرس العام الجديد، هي مجرة، تقع في كوكبة الجاثي. اكتشفت في 19 يونيو 1887 بواسطة لويس سويفت.

## روابط خارجية
- NGC 6113 على موقع ويكي سكاي: DSS2, SDSS, GALEX, IRAS, Hydrogen α, X-Ray, Astrophoto, Sky Map, Articles and images